# Aphanus
Aphanus är ett släkte av insekter. Aphanus ingår i familjen fröskinnbaggar.
Släktet innehåller bara arten Aphanus rolandri.

## Bildgalleri

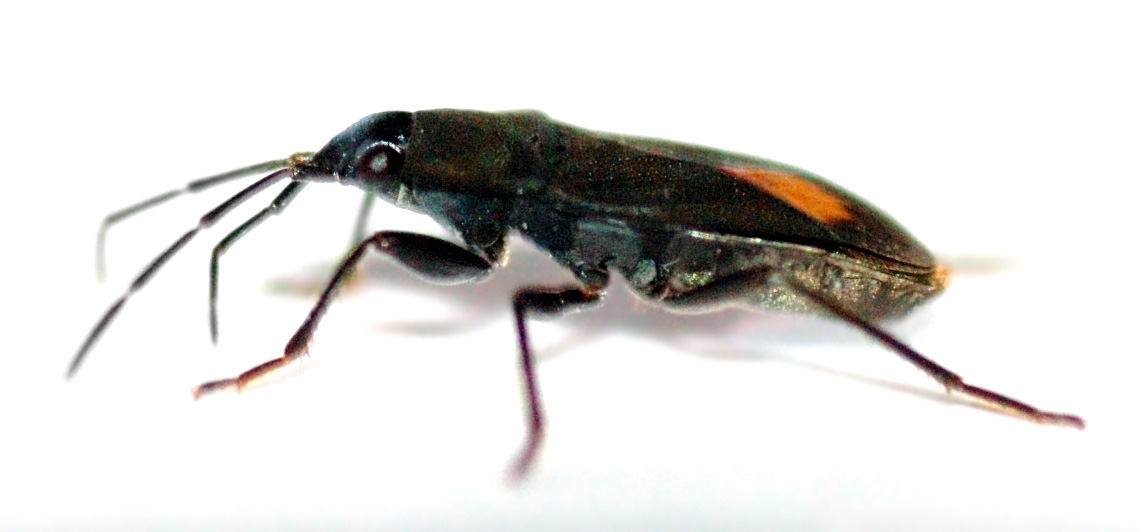
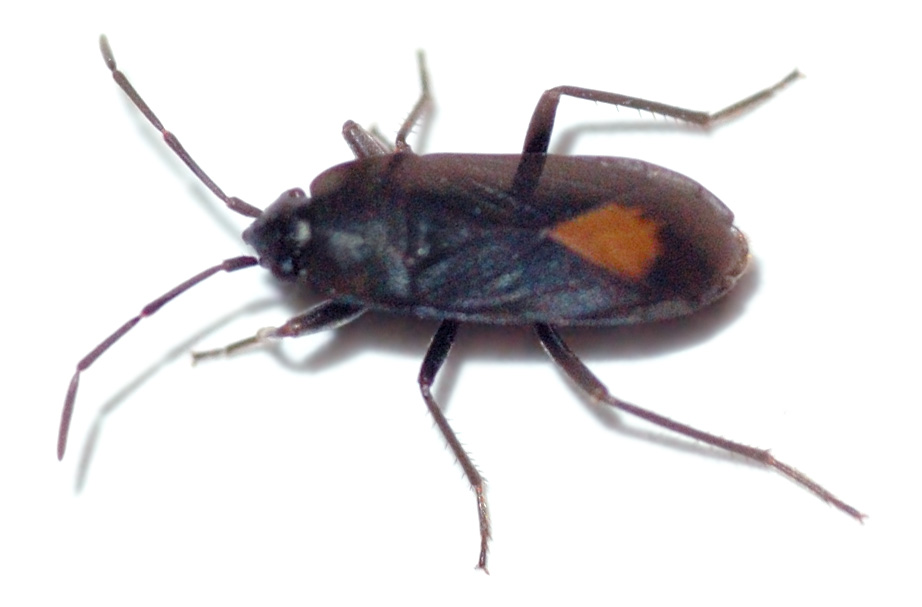
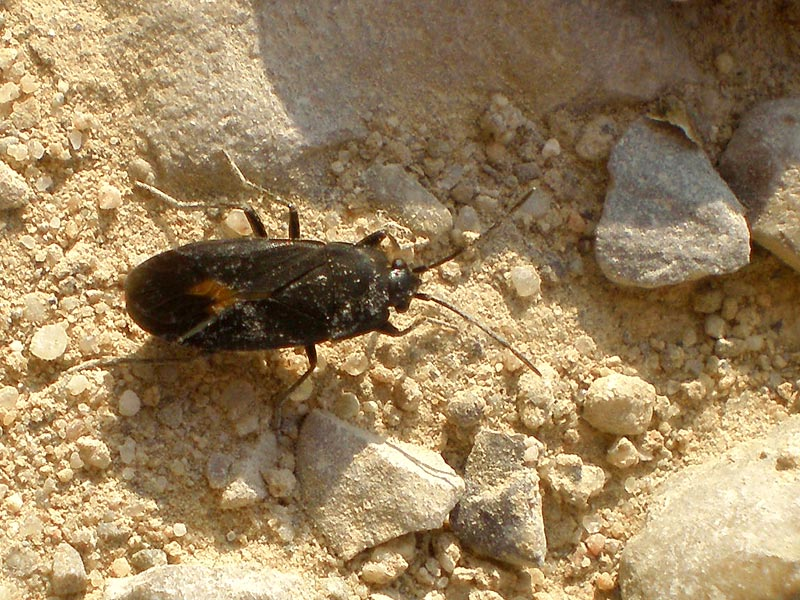